# 斐迪南二世 (托斯卡纳)

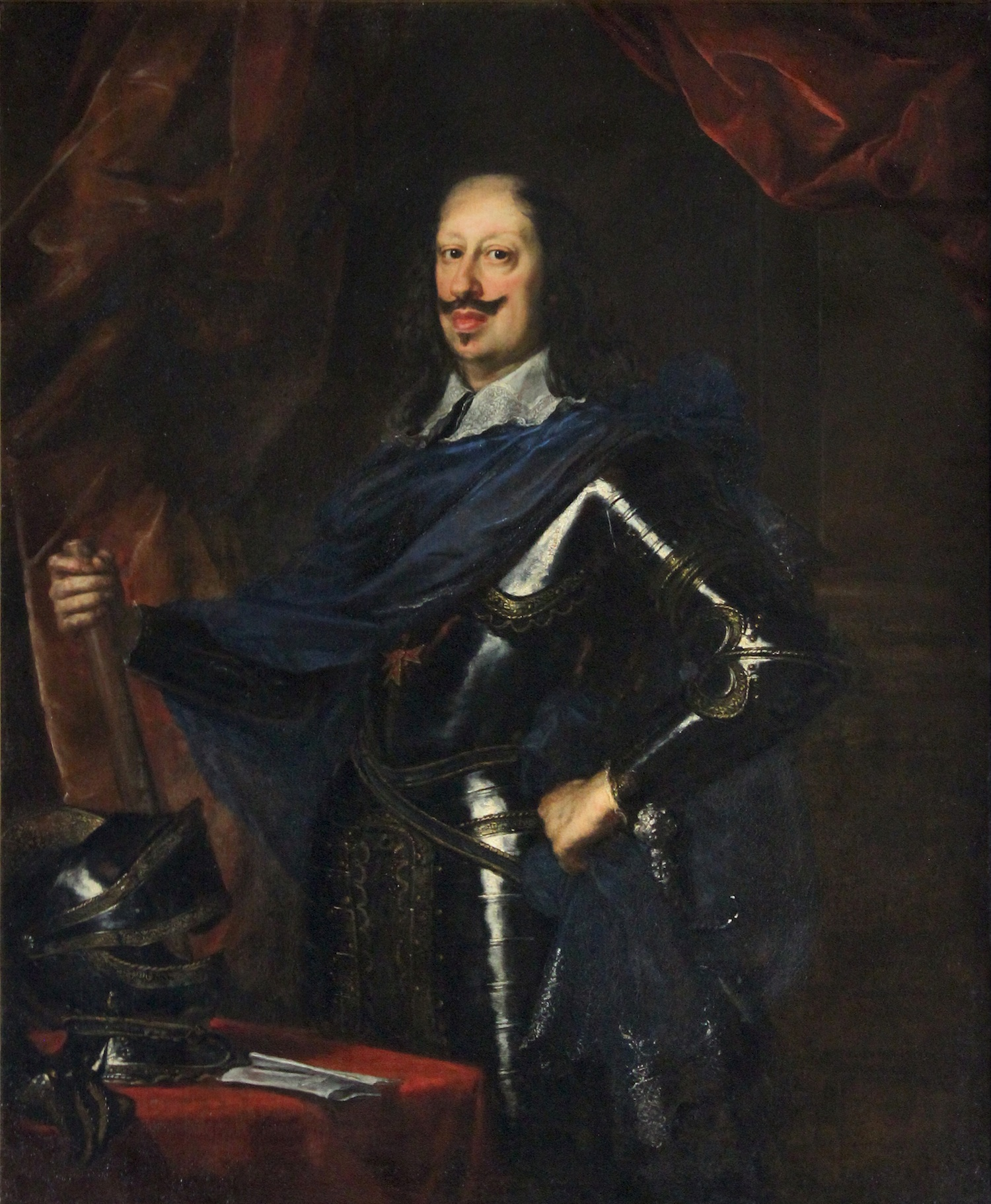
托斯卡納大公任內之斐迪南二世

斐迪南二世·德美第奇（義大利語：Ferdinando II de' Medici，1610年7月14日—1670年5月23日）是美第奇家族的第五代托斯卡纳大公，1621年至1670年在位。
斐迪南二世是科西莫二世之子，斐迪南一世之孙。他於1621年冲龄之際即位，实权由其祖母洛林的克莉絲汀和母亲奧地利的瑪麗亞·瑪格達列娜掌握。
1628年，斐迪南二世亲政。他的性格温和，所以深受臣民的热爱；但他在位时期，托斯卡纳无法在外国和教会的压力下保持独立。

## 家庭
他與維多利亞·德拉羅維雷结婚，只有2个儿子長至成年：
- 科西莫三世（1642年8月14日－1723年10月31日），后来娶了路易十四的堂妹瑪格麗特·路易·奧爾良（英语：Marguerite Louise d'Orléans）
- 弗朗切斯科·马里亚·德·美第奇（英语：Francesco Maria de' Medici, Duke of Rovere and Montefeltro）（1660年11月12日－1711年2月3日），樞機。